# تود ليتشتي
تود ليتشتي (بالإنجليزية: Todd Lichti)‏ مواليد 8 يناير 1967 في والنوت كريك، هو لاعب كرة سلة أمريكي سابق. بدأ مسيرته الاحترافية في سنة 1989. تم اختياره من قبل فريق دنفر ناغتس خلال الدرافت. يبلغ طوله 6 قدم 4 بوصة (1.9 م). اعتزل اللعب في 1999.

## المسيرة الاحترافية
لعب مع دنفر ناغتس من سنة 1989 إلى 1993، ثم لعب مع أورلاندو ماجيك في موسم 1993–1994، ثم لعب مع غولدن ستايت ووريورز في سنة 1994، ثم لعب مع بوسطن سيلتكس في سنة 1994، ثم لعب مع برث وايلدكاتز في الدوري الأسترالي من سنة 1996 إلى 1999.

## روابط خارجية
- تود ليتشتي على موقع إن بي أي (الإنجليزية)
- تود ليتشتي على موقع سبورتس رفرنس (الإنجليزية)
- تود ليتشتي على موقع كرة السلة الأوروبية.كوم (الإنجليزية)
- تود ليتشتي على موقع كلية كرة السلة في سبورتس رفرنس.كوم (الإنجليزية)
- تود ليتشتي على موقع ريلجم (الإنجليزية)
- تود ليتشتي على موقع بروبوليرز (الإنجليزية)